# کامسدورف
کامسدورف (به آلمانی: Kamsdorf) یک شهر در آلمان است که در زارفلد-رودلشتات واقع شده‌است. کامسدورف ۲٬۹۳۶ نفر جمعیت دارد.

## خواهرخوانده
شهر اونترفورینگ خواهرخواندهٔ کامسدورف هست.